# Dmitri Sergejewitsch Roschdestwenski
Dmitri Sergejewitsch Roschdestwenski (russisch Дмитрий Сергеевич Рождественский; * 26. Märzjul. / 7. April 1876greg. in St. Petersburg; † 25. Juni 1940 in Leningrad) war ein russischer Physiker und Hochschullehrer.

## Leben
Roschdestwenski war eins von sechs Kindern des Geschichtslehrers und Direktor der Volksschulen des Gouvernements St. Petersburg Sergei Roschdestwenski. Wie seine Geschwister erhielt er einen guten Hausunterricht, so dass er perfekt Englisch, Deutsch und Französisch erlernte. Nach dem Tode des Vaters erlaubten dessen Pension und die Erträge aus dem Nachdruck seiner Bücher allen Kindern die weitere Ausbildung. 1894 schloss Dmitri Roschdestwenski das 6. St. Petersburger Gymnasium mit einer Silbermedaille ab. Darauf studierte er an der Universität St. Petersburg Physik mit Abschluss 1900. Er blieb an der Universität, um sich auf eine Professur vorzubereiten. 1901 war er Gastwissenschaftler bei Otto Wiener an der Universität Leipzig und 1903 bei Paul Drude an der Universität Gießen.

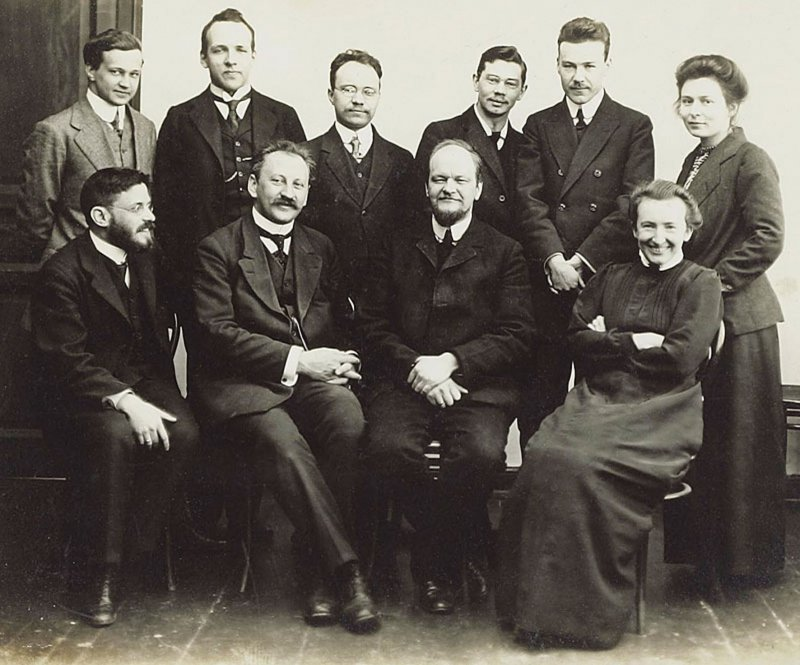
Gruppenfoto des Sankt-Petersburger Physikerkreises. Sitzend v. l. n. r.: Ehrenfest, Joffe, Roschdestwenski, Ehrenfest-Afanassjewa, stehend v. l. n. r.: V. Tschulanowski, Weichardt, Issakow, Perlitz, Bursian, Szmidt.

Nach seiner Rückkehr 1903 arbeitete Roschdestwenski im Physikalischen Institut der Universität St. Petersburg. 1908 heiratete er die Historikerin Olga Dobiasch. Er untersuchte spektroskopisch die anomale Dispersion von Licht in Metalldämpfen, insbesondere in Natriumdämpfen, mit einem modifizierten Jamin-Interferometer. Erste Ergebnisse trug er 1909 in der Russischen Physikochemischen Gesellschaft vor, wofür er den F. F. Petruschewski-Preis erhielt. 1912 verteidigte er erfolgreich seine Kandidat-Dissertation Anomale Dispersion in Natriumdämpfen. Für die Untersuchung der anomalen Dispersion in Natriumdämpfen in unmittelbarer Nähe der Absorptionsbande erhielt er 1912 den Kleinen Lomonossow-Preis der russischen Regierung. Als Privatdozent hielt er nun Vorlesungen über wichtige Probleme der Optik und Elektrodynamik. 1915 verteidigte er erfolgreich seine Doktor-Dissertation Einfache Korrelationen in den Spektren der Alkalimetalle. Seine Ergebnisse wurden von Arnold Sommerfeld positiv bewertet. Im gleichen Jahr wurde er zum Leiter des Physikalischen Instituts gewählt mit Ernennung zum Professor 1916. Ebenfalls 1916 wurde er zum Präsidenten der Russischen Physikochemischen Gesellschaft gewählt. Zu seinen bekanntesten Schülern gehörten A. A. Lebedew, J. F. Gross, I. W. Obreimow, W. K. Prokofjew, A. N. Terenin und S. E. Frisch.
Nach dem Beginn des Ersten Weltkriegs erfuhr die russische Armee sogleich den Mangel an optischen Geräten, da die Einfuhr aus Deutschland unterbrochen war und die entsprechende Industrie in Russland fehlte. Daher begann eine Gruppe von Wissenschaftlern um Roschdestwenski zusammen mit I. W. Grebenschtschikow, A. I. Tudorowski und später G. G. Sljusarew, J. G. Jachontow, N. N. Katschalow, A. A. Lebedew und I. W. Obreimow in der Kaiserlichen Porzellanmanufaktur St. Petersburg optisches Glas herzustellen. Die Produktion endete mit dem wirtschaftlichen Stillstand nach der Oktoberrevolution. Auf Roschdestwenskis Initiative wurde 1918 das Optik-Institut (GOI) nun in Petrograd gegründet, dessen wissenschaftlicher Leiter Roschdestwenski wurde. Zu seinen wichtigsten Mitarbeitern gehörten A. N. Terenin, W. A. Fock, J. F. Gross, S. E. Frisch, A. A. Gerschun, A. N. Sacharjewski, W. K. Prokofjew und L. W. Schubnikow.
1919 initiierte Roschdestwenski die Atomkommission zur Untersuchung der Strukturen der Atome und ihrer Spektren, zu der unter seinem Vorsitz A. F. Joffe, O. D. Chwolson, W. R. Bursian, J. A. Krutkow, A. N. Krylow,  A. I. Tudorowski, A. A. Friedmann, J. D. Tamarkin und J. G. Jachontow gehörten.
Daneben organisierte Roschdestwenski die Produktion optischer Gläser. Auch gründete er 1919 in der Physikalisch-Mathematischen Fakultät der Universität St. Petersburg die Physikalische Abteilung und reformierte grundlegend den Physiklehrplan. 1921 wurde er Mitglied der Russischen Mineralogischen Gesellschaft. 1922 initiierte er die Russische Optische Gesellschaft. Ab 1924 trug er auch zur Entwicklung der russischen optisch-mechanischen Industrie bei.
1925 wurde Roschdestwenski Korrespondierendes Mitglied der Akademie der Wissenschaften der UdSSR (AN-SSSR) und Ehrenmitglied des Metrologie-Rates des Hauptamtes für Maße und Gewichte nun in Leningrad. 1928 wurde er Ehrenmitglied der Gesellschaft der Natur-, Astronomie- und Ethnographie-Forscher. 1929 wurde er Vollmitglied der AN-SSSR.
1932 legte Roschdestwenski sein Amt als Direktor des GOI nieder und schlug S. I. Wawilow als Nachfolger vor. Bis 1938 leitete er noch die Spektroskopie-Abteilung des GOI. Danach beriet er das Mikroskopie-Laboratorium des GOI. Gleichzeitig leitete er das Spektroskopie-Laboratorium des Physikalischen Instituts der Universität Leningrad.
Der Verlust seiner Frau 1939 traf Roschdestwenski schwer. Er ordnete seine Angelegenheiten, erteilte letzte Aufträge und erschoss sich 1940 mit einem Kleinkalibergewehr.
Im GOI wurde 1968 eine Gedenktafel zur Erinnerung an Roschdestwenski angebracht und 1976 seine Büste aufgestellt. 1969 stiftete der Ministerrat der UdSSR den Roschdestwenski-Preis für Arbeiten im Bereich der Optik. 1970 benannte die Internationale Astronomische Union einen Mondkrater auf der Mondrückseite nach ihm: Rozhdestvenskiy-Krater. 1974 wurde ein vom Krim-Observatorium entdeckter Asteroid nach Roschdestwenskis Institut benannt: (5839) GOI. 1990 fügte die Russische Optische Gesellschaft ihrem Namen Roschdestwenskis Namen hinzu. 1995 stiftete die Russische Akademie der Wissenschaften den Roschdestwenski-Preis für Optik.